# Opernchronologie der Salzburger Festspiele

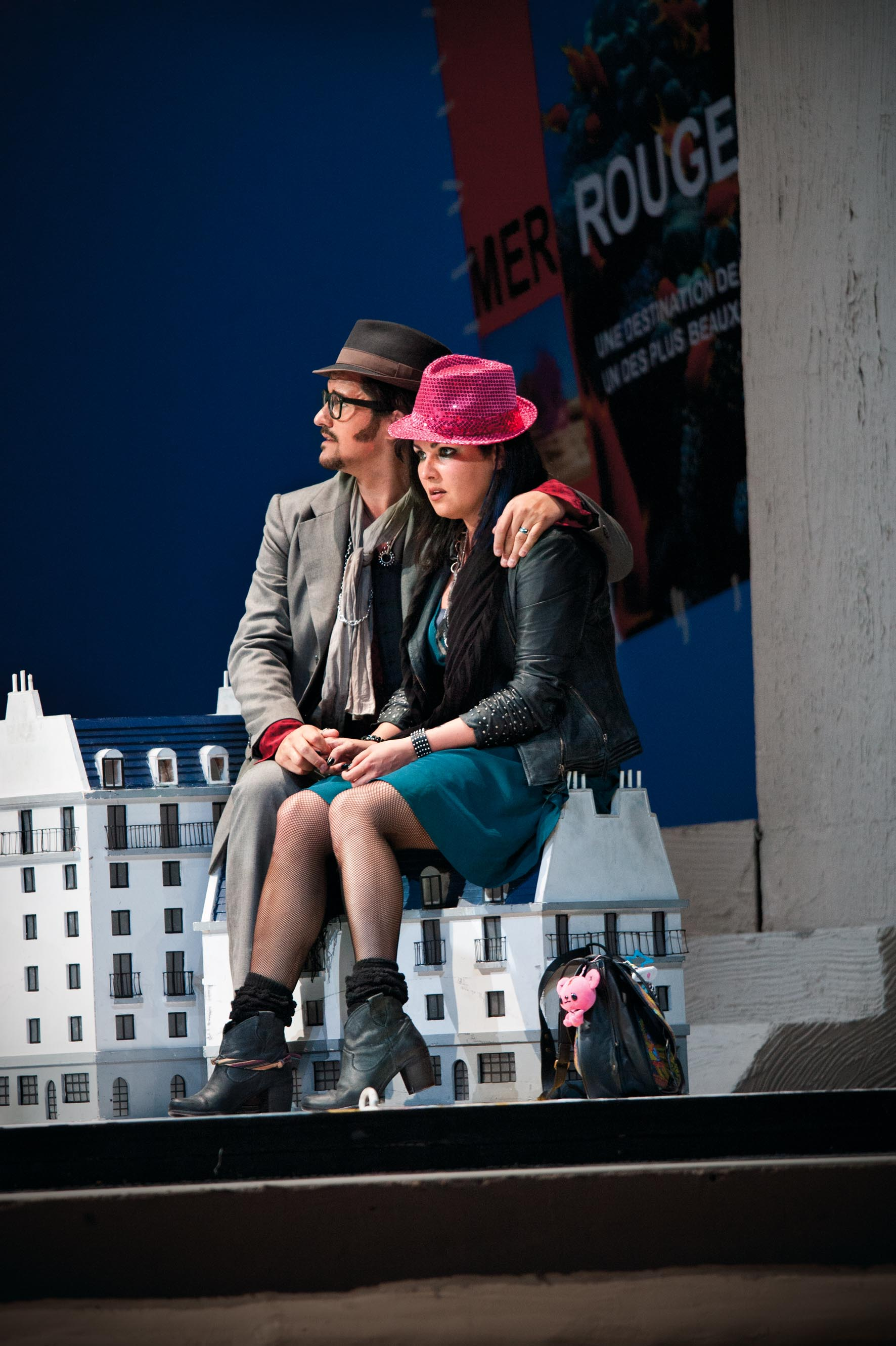
Piotr Beczała und Anna Netrebko in La Bohème, 2012

Die Opernproduktionen der Salzburger Festspiele wirken auf Grund ihrer herausragenden Qualität stilbildend im weltweiten Opernbetrieb. Der Schwerpunkt der Salzburger Festspiele liegt unverändert seit der Gründung auf (a) Mozart, (b) Richard Strauss, (c) zeitgenössischen Werken. Darüber hinaus werden in Salzburg regelmäßig Barockopern, exemplarisch Werke des klassischen Repertoires und fallweise Raritäten gespielt.

## Die Gründerjahre
Zwar war in allen Manifesten der Gründer die Oper als zentrale Achse der Salzburger Festspiele vorgesehen, eröffnet wurde 1920 allerdings mit einem Schauspiel, Hofmannsthals Jedermann. 1921 fanden die ersten Konzerte statt – mit lokalen Kräften unter Leitung von Bernhard Paumgartner, teils Laienmusiker. Richard Strauss war darob sehr entzürnt, fürchtete die Idee der Festspiele „auf ewige Zeiten diskreditiert“, griff zum Telefon und zum Taktstock, engagierte die Wiener Staatsoper und dirigierte selbst am 14. August 1922 die erste Oper der Festspiele: Don Giovanni. Erlesen war die Besetzung mit den Damen Born, Kappel, Schöne und den Herren Jerger, Madin, Markhoff, Mayr, Tauber.
Es ist bezeichnend für den Charakter der Festspiele, dass aus jeder Schwäche sofort ein neuer Höhepunkt entwickelt werden muss. „Oper, Schauspiel oder Konzert? Alles und von allem das Höchste“, schrieb Hofmannsthal ins Salzburger Programm und verlieh damit dem spiritus loci die rechten Worte. Seit 1922 sind die Wiener Philharmoniker das erste Orchester des Festivals, sie spielen traditionell das Eröffnungskonzert und fast alle Opern. Seit 1927 kann das Festspielhaus – zwei Jahre zuvor mit einer Schauspielproduktion eröffnet – auch für den Opernbetrieb genutzt werden.
Der Opernbetrieb der ersten Jahre bestand überwiegend aus Repertoirestücken der Staatsoper. Als diese jedoch 1928 eine geplante Zauberflöte nicht realisieren konnte, wurden Bühnenbild und Kostüme erstmals in Salzburg gefertigt. 1928 gastierte auch das Leningrader Opernstudio mit vier Opern und einem Konzert bei den Festspielen. Schritt für Schritt befreite sich das neue Festival vom Vorwurf, „nur eine sommerliche Dependance der Wiener Staatsoper“ zu sein, engagierte eigene Sänger und eigene Dirigenten – und entwickelte schrittweise eine eigenständige Programmatik.
Bereits in den 1930er Jahren erfüllten die Salzburger Opernproduktionen höchste internationale Standards – dirigiert von Fritz Busch, Hans Knappertsbusch, Clemens Krauss, Josef Krips, Richard Strauss, Arturo Toscanini, Bruno Walter und Felix von Weingartner. Und es war ein exzellentes Sängerensemble, das den Ruf Salzburgs begründete: allen voran die legendäre Maria Cebotari und die dramatische Lotte Lehmann, die Soprane Arangi-Lombardi, Berger, Born, Caniglia, Gerhart, Eisinger, Ivogün, Kern, Anny und Hilde Konetzni, Lubin, Müller, Pauly, Reining, Rethberg, Réthy, Schöne, Schumann und Ursuleac, die Mezzosoprane Anday, Angerer, Bokor, Elsner, Hadrabová, Novotná, Onégin und Rünger, die Tenöre Fidesser, Grahl, Kalenberg, von Pataky, Rosvaenge und Völker, im Baritonfach Domgraf-Fassbaender, Hammes, Nissen und Rode, sowie die Bässe Alsen, Hann, Jerger, Kipnis, List, Mayr, von Manowarda und Pinza.
| Jahr | |                  |  | Mozarteum                     | Stadttheater |
| ---- | --- | ---------------- |  | ----------------------------- | --- |
| 1920 | |                  |  |                               | |
| 1921 | |                  |  |                               | |
| 1922 | |                  |  |                               | - Così fan tutte - Don Giovanni - Die Entführung aus dem Serail - Le nozze di Figaro                                     |
| 1923 | |                  |  |                               | |
| 1924 | |                  |  |                               | |
|      | Festspielhaus |                  |  |                               | |
| 1925 | |                  |  |                               | - Don Pasquale - Don Giovanni, Le nozze di Figaro                                                                        |
|      | | Felsenreitschule |  |                               | |
| 1926 | |                  |  |                               | - Die Entführung aus dem Serail - Fledermaus - Don Juan - Ariadne auf Naxos - Dom Juan/La serva padrona/Les petits Riens |
| 1927 | - Fidelio |                  |  |                               | - Don Giovanni, Le nozze di Figaro                                                                                       |
| 1928 | - Zauberflöte - Fidelio |                  |  | - Der unsterbliche Kachtschey | - Bastien und Bastienne/ Die Höhle von Salamanca - Così fan tutte - Der steinerne Gast                                   |
| 1929 | - Don Giovanni - Rosenkavalier - Fidelio |                  |  |                               | |
| 1930 | - Iphigénie en Aulide - Le nozze di Figaro - Don Giovanni, Fidelio, Rosenkavalier                                                                                     |                  |  |                               | - Don Pasquale |
| 1931 | - Il barbiere di Siviglia - Orfeo ed Euridice - Zauberflöte - Don Giovanni, Fidelio, Le nozze di Figaro, Rosenkavalier                                                |                  |  |                               | - Don Pasquale - Il matrimonio segreto - Die Entführung aus dem Serail - Così fan tutte                                  |
| 1932 | - Die Entführung aus dem Serail - Frau ohne Schatten - Oberon - Così fan tutte, Fidelio, Le nozze di Figaro, Orfeo ed Euridice, Rosenkavalier, Zauberflöte            |                  |  |                               | |
| 1933 | - Die ägyptische Helena - Tristan und Isolde - Così fan tutte, Fidelio, Frau ohne Schatten, Le nozze di Figaro, Oberon, Orfeo ed Euridice, Rosenkavalier, Zauberflöte |                  |  |                               | |
| 1934 | - Don Giovanni - Elektra - Die ägyptische Helena, Così fan tutte, Fidelio, Le nozze di Figaro, Oberon, Rosenkavalier, Tristan und Isolde                              |                  |  |                               | |

## Die Ära Toscanini
Kurz, aber eindrucksvoll und nachhaltig war die Ära Arturo Toscaninis in Salzburg. Nachdem er schon 1934 mit drei Orchesterkonzerten fulminante Erfolge erzielt hatte, war er in den Folgejahren der Publikumsmagnet der Festspiele. Mit Perfektionismus und Charisma konnte er ein internationales Publikum anziehen, was umso wichtiger für das Überleben der Institution war, zumal durch die 1000-Mark-Sperre der Hitler-Diktatur der deutsche Besucherkreis von den Festspielen de facto ausgeschlossen war. Toscanini dirigierte in Salzburg drei aufwendige Neuproduktionen: 1935 den Falstaff, 1936 die Meistersinger von Nürnberg, 1937 die Zauberflöte. Zu seinem 70. Geburtstag wurde der rückwärtige Vorplatz des Bühnenhauses in Toscaninihof umbenannt. Nach der Machtergreifung der Nationalsozialisten sagte der aufrechte Antifaschist umgehend seine weitere Teilnahme an den Festspielen ab.
| Jahr | Festspielhaus |  |  |  |  |
| ---- | --- |  |  |  |  |
| 1935 | - Die Entführung aus dem Serail - Falstaff - Così fan tutte, Don Giovanni, Fidelio, Le nozze di Figaro, Rosenkavalier, Tristan und Isolde                   |  |  |  |  |
| 1936 | - Der Corregidor - Meistersinger von Nürnberg - Orfeo ed Euridice - Così fan tutte, Don Giovanni, Falstaff, Fidelio, Le nozze di Figaro, Tristan und Isolde |  |  |  |  |
| 1937 | - Euryanthe - Le nozze di Figaro - Zauberflöte - Don Giovanni, Elektra, Falstaff, Fidelio, Meistersinger von Nürnberg, Orfeo ed Euridice, Rosenkavalier     |  |  |  |  |

## Festspiele unterm Hakenkreuz
Sofort nach der NS-Machtübernahme im März 1938 begann der unaufhaltsame Abstieg der Festspiele: Der Jedermann wird abgesetzt, die Faust-Stadt Max Reinhardts abgebaut, alle kritischen Geister und alle Künstler mit jüdischen Vorfahren werden aus Salzburg vertrieben, Heinrich Puthon als Präsident der Festspiele und Bernhard Paumgartner als Direktor des Mozarteums ihrer Ämter enthoben, das Festspielhaus von Reichsbühnenbildner Benno von Arent dem NS-Geschmack angepasst – es bekommt eine Führerloge. Arturo Toscanini, der aufrechte Antifaschist, der die Festspiele der drei Jahre davor maßgeblich geprägt hatte, sagt seine Teilnahme ab.
Am Opernspielplan änderte sich nicht viel. Wilhelm Furtwängler sprang für Toscanini als Meistersinger-Dirigent ein, die Rosenkavalier-Inszenierung des vertriebenen Lothar Wallerstein wurde weitergespielt, allerdings mit Regime-konformen Spielleitern auf dem Programmzettel. Die internationale Prominenz blieb aus, immer mehr Uniformträger mischten sich unters Publikum. 1939 wurden die Festspiele aufgrund des Kriegsausbruchs verkürzt und Wagner durfte in Salzburg nicht mehr gespielt werden – Bayreuth sollte keine Konkurrenz erleiden müssen. 1940 veranstalteten die Wiener Philharmoniker in Eigenregie einen Konzertzyklus, Opern gab es keine. 1941 bis 1943 fanden reduzierte Kriegsfestspiele für Frontheimkehrer und Rüstungsarbeiter statt. Ab 1943 dürfen die Festspiele – auf Anordnung Hitlers – nicht mehr Festspiele heißen, sondern Salzburger Theater- und Musiksommer. Die Theatersperre 1944 – nach dem Attentatsversuch auf Hitler – konnten die Salzburger durch die öffentliche Generalprobe von Richard Strauss’ Die Liebe der Danae (und ein Konzert der Philharmoniker) umgehen. So war die Kontinuität der Festspiele auch während des Zusammenbruchs des Dritten Reiches gewahrt. Nach dem Ende der Generalprobe spricht der 80-jährige Komponist zu seinen geliebten Philharmonikern mit tränenerstickter Stimme: „Ich hoffe, wir werden einander in einer besseren Welt wiedersehen.“
| Jahr | Festspielhaus                                                                                                  | Felsenreitschule |  |  | Stadttheater                    |
| ---- | --- | ---------------- |  |  | ------------------------------- |
| 1938 | - Don Giovanni - Tannhäuser - Falstaff, Fidelio, Meistersinger von Nürnberg, Le nozze di Figaro, Rosenkavalier |                  |  |  |                                 |
| 1939 | - Il barbiere di Siviglia - Freischütz - Don Giovanni, Falstaff, Le nozze di Figaro, Rosenkavalier             |                  |  |  | - Die Entführung aus dem Serail |
| 1940 | |                  |  |  |                                 |
| 1941 | - Le nozze di Figaro - Zauberflöte - Don Giovanni, Rosenkavalier                                               |                  |  |  |                                 |
| 1942 | - Arabella - Le nozze di Figaro                                                                                |                  |  |  |                                 |
| 1943 | - Zauberflöte - Arabella                                                                                       |                  |  |  |                                 |
| 1944 | - Die Liebe der Danae (Öffentliche Generalprobe)                                                               |                  |  |  |                                 |

## Die Nachkriegsjahre
Nachdem die wichtigsten Dirigenten des Dritten Reiches Auftrittsverbot hatten und die Vertriebenen nicht so rasch zurückgewonnen werden konnten, füllten der einzige unbelastete Dirigent Österreichs Josef Krips und die minderbelasteten Felix Prohaska und Hans Swarowsky die Lücke. Während Stadt und Land noch in Schutt und Asche lagen, musizierte Salzburg wieder. Schon 1947 kehrten Furtwängler und Knappertsbusch als Konzertdirigenten, sowie Karl Böhm als musikalischer Leiter der Arabella nach Salzburg zurück, 1948 folgte Herbert von Karajan, 1952 Clemens Krauss. Die Jahre 1948 bis 1954 wurden von Wilhelm Furtwängler dominiert, der Karajan ab 1949 und Krips ab 1951 von Salzburg fern und die anderen Kollegen – Böhm, Fricsay, Solti, Szell – eifersüchtig unter Kontrolle hielt. Doch aufgrund der exemplarischen Interpretationen – vor allem der Mozart- und Strauss-Opern – und der erstklassigen Sänger gewannen die Festspiele rasch wieder Glanz und internationales Renommee.
Dank der Amerikaner als Besatzungsmacht, die sofort Puthon und Paumgartner zurückgeholt und 1946 den erst 29-jährigen Komponisten Gottfried von Einem ins Direktorium berufen hatten, öffneten sich die Festspiele für zeitgenössische Musik: Opern von Blacher, Egk, von Einem, Liebermann, Martin, Orff, sowie Die Liebe der Danae von Strauss gelangen zur Uraufführung, Werke von Berg, Britten und Pfitzner werden nachgespielt.
1948 konnte auch die – bereits seit 1926 für Schauspielproduktionen genutzte – Felsenreitschule erstmals mit einer Oper bespielt werden: Orfeo ed Euridice, dirigiert von Herbert von Karajan (der hier schon 1933 die Schauspielmusik für Max Reinhardts Faust-Inszenierung geleitet hatte), inszeniert von Oscar Fritz Schuh und ausgestattet von Brechts Bühnenbilder Caspar Neher. Es sangen – heftig akklamiert – Elisabeth Höngen den Orfeo, Maria Cebotari die Euridice, Sena Jurinac den Amor und Elisabeth Schwarzkopf den Seligen Geist.
Karl Böhm, wiederum Oscar Fritz Schuh (als Regisseur) und Caspar Neher (als Bühnenbildner) etablierten 1953 mit einer umjubelten Così-fan-tutte-Produktion den Residenzhof als weitere neue Spielstätte der Salzburger Festspiele. Die Inszenierung blieb bis 1959 auf dem Spielplan. Es sang und spielte ein erlesenes Ensemble – überwiegend bestehend aus Mitgliedern des berühmten Mozart-Ensembles der Wiener Staatsoper: Irmgard Seefried, später Elisabeth Schwarzkopf als Fiordiligi, Dagmar Hermann und Christa Ludwig als Dorabella, Erich Kunz und Rolando Panerai als Gugliemo, Anton Dermota, Luigi Alva und Nicolai Gedda als Ferrando, Lisa Otto, Rita Streich und zuletzt Graziella Sciutti als Despina, sowie Paul Schöffler und Karl Dönch als Don Alfonso.
| Jahr | Festspielhaus                                          | Felsenreitschule                                 |  |                  | Landestheater                                           |
| ---- | ------------------------------------------------------ | ------------------------------------------------ |  | ---------------- | ------------------------------------------------------- |
| 1945 |                                                        |                                                  |  |                  | - Die Entführung aus dem Serail                         |
| 1946 | - Don Giovanni - Le nozze di Figaro - Rosenkavalier    |                                                  |  |                  |                                                         |
| 1947 | - Arabella - Dantons Tod UA - Le nozze di Figaro       |                                                  |  |                  | - Così fan tutte                                        |
| 1948 | - Fidelio - Le nozze di Figaro                         | - Orfeo ed Euridice                              |  |                  | - Le vin herbé szenische UA - Entführung aus dem Serail |
| 1949 | - Rosenkavalier - Fidelio                              | - Antigonae UA - Zauberflöte - Orfeo ed Euridice |  |                  | - La clemenza di Tito                                   |
| 1950 | - Capriccio - Don Giovanni - Fidelio                   | - Zauberflöte                                    |  |                  | - The Rape of Lucretia / Romeo und Julia UA             |
| 1951 | - Otello - Wozzeck                                     | - Idomeneo - Zauberflöte                         |  |                  |                                                         |
| 1952 | - Die Liebe der Danae UA - Le nozze di Figaro - Otello | - Zauberflöte                                    |  |                  | - Don Pasquale                                          |
|      |                                                        |                                                  |  | Residenz         |                                                         |
| 1953 | - Der Prozess UA - Rosenkavalier - Le nozze di Figaro  | - Don Giovanni                                   |  | - Così fan tutte |                                                         |
| 1954 | - Ariadne auf Naxos - Freischütz - Penelope UA         | - Don Giovanni                                   |  | - Così fan tutte |                                                         |

## Die Jahre Karl Böhms und Herbert von Karajans
Fälschlicherweise werden oft die Jahre zwischen 1957 und 1989 Jahre als alleinige Regentschaft Herbert von Karajans beschrieben, der von 1957 bis 1960 als Künstlerischer Leiter fungierte und ab 1964 im Direktorium der Festspiele Sitz und Stimme hatte. In Wirklichkeit herrschte bis 1980 ein fein austariertes Gleichgewicht zwischen Karl Böhm, dem exemplarischen Mozart-, Strauss- und Berg-Interpreten, und dem großen Inszenator Karajan. Karl Böhm dirigierte ab 1938 insgesamt 275 Opernvorstellungen und 55 Konzerte, Karajan ab 1948 bei den Sommerfestspielen 260 Opernvorstellungen und 86 Konzerte. Alleinherrscher war Karajan allenfalls bei den Osterfestspielen und den Pfingstkonzerten, die von ihm gegründet und – vom Sommerfestival organisatorisch getrennt – geführt wurden.
1960 eröffneten die Salzburger Festspiele ihre größte – manche sagten: überdimensionierte – Spielstätte: das Große Festspielhaus, entworfen von Clemens Holzmeister und von Karajan sofort in Besitz genommen. Die Breitwandbühne mit einer Portalbreite von 32 Meter ermöglicht große Oper, aber nicht den intimen Rahmen für Mozart. Allein aufgrund dieser Architektur zogen nunmehr Wagner (zu Ostern), Verdi, aber auch Bizet und Puccini in die Salzburger Spielpläne ein.
Insbesondere die 1970er und 1980er Jahren gelten in der Retrospektive als Zeit der künstlerischen Stagnation – freilich auf höchstem Niveau: immer wieder dieselben Werke in der gleichen Inszenierung über bis zu zehn Spielzeiten, eher konventionelle Regie, geschmäcklerische Bühnenbilder. (Einsame Ausnahme war die legendäre Giorgio-Strehler-Inszenierung von Die Entführung aus dem Serail aus dem Jahr 1965 – mit Zubin Mehta am Pult und Luciano Damiani als Ausstatter, die eine radikal neue Sicht auf Mozart brachte.) Parallel dazu etablierte sich Salzburg als Treffpunkt des internationalen Jetsets und des deutschen Finanzadels. Uraufführungen und riskante Projekte waren selten geworden, die kulturellen Wellen der 1968er Bewegung sind an Salzburg vorbeigegangen. Als Giorgio Strehler als künstlerischer Konsulent die Salzburger Ästhetik ab 1973 erneuern wollte, scheiterte er rasch an sich selbst, den verkrusteten Strukturen – und an Karajan. Während Bayreuth sich dann 1976 – mit dem Jahrhundertring von Boulez, Chéreau, Peduzzi und Schmidt – dem Zeitgeist öffnete, stilisierte sich Salzburg bis in die späten 1980er Jahre als hehrer Tempel der Hochkultur.
| Jahr | Festspielhaus                                                        | Felsenreitschule                                                                      |                                                               | Residenz                                   | Landestheater                                                                                   |
| ---- | -------------------------------------------------------------------- | ------------------------------------------------------------------------------------- | ------------------------------------------------------------- | ------------------------------------------ | ----------------------------------------------------------------------------------------------- |
| 1955 | - Irische Legende - Palestrina - Ariadne auf Naxos                   | - Zauberflöte                                                                         |                                                               |                                            | - Die Entführung aus dem Serail                                                                 |
| 1956 | - Idomeneo - Le nozze di Figaro                                      | - Don Giovanni - Zauberflöte                                                          |                                                               | - Così fan tutte                           | - Entführung aus dem Serail                                                                     |
| 1957 | - Falstaff - Le nozze di Figaro                                      | - Elektra - Fidelio                                                                   |                                                               | - Così fan tutte                           | - Die Schule der Frauen - Entführung aus dem Serail                                             |
| 1958 | - Arabella - Vanessa - Le nozze di Figaro                            | - Don Carlos - Fidelio                                                                |                                                               | - Così fan tutte                           |                                                                                                 |
| 1959 | - Julietta - Die schweigsame Frau - Die Zauberflöte                  | - Orfeo ed Euridice                                                                   |                                                               | - Così fan tutte                           | - Die Welt auf dem Monde                                                                        |
|      | Altes Festspielhaus                                                  |                                                                                       | Neues Festspielhaus                                           |                                            |                                                                                                 |
| 1960 | - Don Giovanni - Le nozze di Figaro - Die Zauberflöte                | - Don Carlos                                                                          | - Der Rosenkavalier - Mysterium von der Geburt des Herrn      | - La finta semplice                        | - Così fan tutte                                                                                |
| 1961 | - Das Bergwerk zu Falun - Cosi fan tutte - Don Giovanni              | - Simon Boccanegra                                                                    | - Idomeneo - Rosenkavalier                                    | - Die Entführung aus dem Serail            |                                                                                                 |
| 1962 | - Le nozze di Figaro - Cosi fan tutte                                | - Iphigénie en Aulide                                                                 | - Il trovatore - Idomeneo                                     | - Entführung aus dem Serail                |                                                                                                 |
|      | Kleines Festspielhaus                                                |                                                                                       | Großes Festspielhaus                                          |                                            | Kollegienkirche                                                                                 |
| 1963 | - Cosi fan tutte - Le nozze di Figaro                                | - Iphigénie en Aulide                                                                 | - Die Zauberflöte - Il trovatore - Rosenkavalier              | - Entführung aus dem Serail                |                                                                                                 |
| 1964 | - Ariadne auf Naxos - Cosi fan tutte\| - Le nozze di Figaro          | - Macbeth                                                                             | - Elektra - Rosenkavalier - Die Zauberflöte                   | - Lucio Silla                              |                                                                                                 |
| 1965 | - Die Entführung aus dem Serail - Ariadne auf Naxos - Cosi fan tutte | - Macbeth                                                                             | - Boris Godunow - Elektra                                     | - La finta giardiniera                     |                                                                                                 |
| 1966 | - Le nozze di Figaro - Entführung aus dem Serail                     |                                                                                       | - Die Bassariden - Carmen - Boris Godunow                     | - La finta giardiniera                     |                                                                                                 |
| 1967 | - Entführung aus dem Serail - Le nozze di Figaro                     |                                                                                       | - Zauberflöte - Boris Godunow - Carmen                        | - Ascanio in Alba                          |                                                                                                 |
| 1968 | - Il barbiere di Siviglia - Le nozze di Figaro                       | - Rappresentazione di anima e corpo                                                   | - Don Giovanni - Fidelio - Zauberflöte                        | - Zaide                                    |                                                                                                 |
| 1969 | - Così fan tutte - Il barbiere di Siviglia                           |                                                                                       | - Don Giovanni - Fidelio - Rosenkavalier                      | - Bastien und Bastienne / La serva padrona | - Rappresentazione di anima e corpo                                                             |
| 1970 | - Cosi fan tutte - Entführung aus dem Serail - Le nozze di Figaro    | - Fidelio                                                                             | - Otello - Don Giovanni - Zauberflöte                         | - Bastien und Bastienne / La serva padrona | - Rappresentazione di anima e corpo                                                             |
| 1971 | - Don Pasquale - Entführung aus dem Serail - Le nozze di Figaro      | - Mitridate - L’Orfeo                                                                 | - Wozzeck - Otello                                            |                                            | - Rappresentazione di anima e corpo                                                             |
| 1972 | - Così fan tutte - Don Pasquale - Entführung aus dem Serail          |                                                                                       | - Le nozze di Figaro - Otello - Wozzeck                       |                                            | - Rappresentazione di anima e corpo                                                             |
| 1973 | - Idomeneo - Cosi fan tutte - Entführung aus dem Serail              |                                                                                       | - De temporum fine comoedia UA - Le nozze di Figaro           |                                            | - Rappresentazione di anima e corpo                                                             |
| 1974 | - Cosi fan tutte - Entführung aus dem Serail                         |                                                                                       | - Frau ohne Schatten - Zauberflöte - Le nozze di Figaro       |                                            |                                                                                                 |
| 1975 | - Cosi fan tutte - Entführung aus dem Serail                         |                                                                                       | - Don Carlos - Frau ohne Schatten - Le nozze di Figaro        |                                            |                                                                                                 |
| 1976 | - Cosi fan tutte - Idomeneo                                          | - La clemenza di Tito                                                                 | - Don Carlos - Le nozze di Figaro                             |                                            |                                                                                                 |
| 1977 | - Don Giovanni - Cosi fan tutte                                      | - Il Sant'Alessio - La clemenza di Tito                                               | - Salome - Don Carlos                                         |                                            |                                                                                                 |
| 1978 | - Don Giovanni                                                       | - Zauberflöte - Il Sant'Alessio                                                       | - Rosenkavalier - Don Carlos - Salome                         |                                            |                                                                                                 |
| 1979 | - Ariadne auf Naxos                                                  | - La clemenza di Tito - Zauberflöte                                                   | - Aida - Rosenkavalier - Le nozze di Figaro                   |                                            |                                                                                                 |
| 1980 | - Die Entführung aus dem Serail - Ariadne auf Naxos                  | - Zauberflöte                                                                         | - Hoffmanns Erzählungen - Aida - Le nozze di Figaro           |                                            |                                                                                                 |
| 1981 | - Baal - Ariadne auf Naxos - Entführung aus dem Serail               | - Zauberflöte                                                                         | - Falstaff - Hoffmanns Erzählungen                            |                                            |                                                                                                 |
| 1982 | - Così fan tutte - Ariadne auf Naxos                                 | - Zauberflöte                                                                         | - Fidelio - Falstaff - Hoffmanns Erzählungen                  |                                            |                                                                                                 |
| 1983 | - Così fan tutte                                                     | - Idomeneo - Zauberflöte                                                              | - Rosenkavalier - Fidelio                                     |                                            |                                                                                                 |
| 1984 | - Un re in ascolto - Così fan tutte                                  | - Idomeneo - Zauberflöte                                                              | - Macbeth - Rosenkavalier                                     |                                            | - Jephta                                                                                        |
| 1985 | - Capriccio - Così fan tutte                                         | - Il ritorno d’Ulisse in patria - Zauberflöte                                         | - Carmen - Macbeth                                            |                                            | - Saul - Jephta                                                                                 |
| 1986 | - Die schwarze Maske - Capriccio                                     | - Zauberflöte                                                                         | - Le Martyre de Saint Sébastien - Carmen - Le nozze di Figaro |                                            | - Jephta                                                                                        |
| 1987 | - Die Entführung aus dem Serail - Capriccio                          | - Fürst von Salzburg – Wolf Dietrich - Moses und Aron - Il ritorno d’Ulisse in patria | - Don Giovanni - Le nozze di Figaro                           |                                            | - Buch mit sieben Siegeln                                                                       |
| 1988 | - La Cenerentola - Entführung aus dem Serail                         | - La clemenza di Tito - Moses und Aron                                                | - Don Giovanni - Le nozze di Figaro                           |                                            |                                                                                                 |
| 1989 | - La Cenerentola - Entführung aus dem Serail                         | - La clemenza di Tito                                                                 | - Elektra - Tosca - Un ballo in maschera                      |                                            |                                                                                                 |
| 1990 | - Capriccio - Così fan tutte                                         | - Idomeneo                                                                            | - Fidelio - Don Giovanni - Un ballo in maschera               |                                            |                                                                                                 |
| 1991 | - Così fan tutte - Entführung aus dem Serail                         | - Idomeneo - La clemenza di Tito                                                      | - Le nozze di Figaro - Zauberflöte - Don Giovanni             |                                            | - Bianca (Studio Mozarteum) - Mozart in New York (Landestheater) - Satyricon (Studio Mozarteum) |

## Intendanz Gerard Mortier
Der Nachholbedarf und die Defizite waren – trotz aller Verdienste – evident, als der „letzte absolutistische Herrscher“ Salzburgs, Herbert von Karajan, am 16. Juli 1989 in Salzburg verstarb. Trotzdem ist heute noch verblüffend, wie rasch und radikal sich die Verantwortlichen zur Kehrtwende entschlossen. Bereits sechs Wochen später werden Gerard Mortier, der innovative Intendant der Brüsseler Oper La Monnaie, als Intendant und Hans Landesmann als Finanzverantwortlicher und Konzertchef bestellt und vorgestellt. „Das neue Salzburg“, das Mortier proklamierte, verfolge „eine Politik der Öffnung: hin zu einem breiteren und nicht zuletzt moderneren Repertoire, zu unverbrauchten, mitunter auch provokanten ästhetischen Sichtweisen, zu anderen und jüngeren Publikumsschichten.“
Mortier hielt, was er versprach. Er etablierte das reiche Opernschaffen des 20. Jahrhunderts fest und fortwährend in Salzburg, präsentierte einen Janáček-Zyklus, Messiaens Saint François d’Assise, Ligetis Grand Macabre, Musiktheaterwerke von Strawinsky, Schönberg, Weill und Busoni, sowie beide Opern Alban Bergs, engagierte Regisseure, die Bezüge zur Realwelt herstellen konnten, wie Klaus Michael Grüber, Herbert Wernicke, Ursel und Karl-Ernst Herrmann, Peter Mussbach, Patrice Chéreau, Hans Neuenfels, Luc Bondy, Achim Freyer, Peter Sellars oder Robert Wilson, Dirigenten jenseits des Schönklangs, wie Pierre Boulez, Sylvain Cambreling, René Jacobs oder Nikolaus Harnoncourt. Mortiers Verdienste sind retrospektiv nicht hoch genug einzuschätzen: Er hat Salzburg in die Gegenwart gerettet.
Auch in der Auswahl der Sänger bewies Mortier eine glückliche Hand. Er konnte große Stimmen der Böhm/Karajan-Ära (und der zwei Jahre danach) in Salzburg halten – die Damen Behrens, Bumbry, Jones, Kasarova, Lipovšek, Malfitano, Marton, Murray, Popp, Schmidt, Schwarz, Studer, Upshaw und Ziesak, die Herren Adam, Allen, van Dam, Furlanetto, Ghiaurov, Grundheber, Hale, Hampson, Krause, Moser, Pape, Prey, Ramey, Rydl, Schöne und Zednik – und er verpflichtete eine Reihe exzellenter (zumeist junger) Sänger erstmals in Salzburg: Aikin, Bacelli, Bartoli, Bayo, Bonney, Borodina, Denoke, Dessay, Fleming, Frittoli, Gheorghiu, Graham, Hartelius, Koch, Kringelborn, Lott, Mattila, Meier, Mescheriakova, Naef, Netrebko, von Otter, Pecková, Polaski, Röschmann, Schäfer, Szmytka und Tramonti, sowie die Herren Álvarez, Bär, Beczala, Botha, Braun, Bruson, Conrad, d’Arcangelo, Dohmen, Goerne, Groves, Hawlata, Hvorostovsky, Kaufmann, Keenlyside, Klink, Koch, Kowalski, Larin, Lloyd, Moss, Saccà, Salminen, Schade, Seiffert, Shicoff, Struckmann, Terfel, Trost, Villars und Volle. Die einzige Opernproduktion von Jessye Norman in Salzburg – sie sang von 1977 bis 2002 in Salzburg zahlreiche Konzerte – fiel in Mortiers Intendanz: Sie war 1995 die Frau in Schönbergs Erwartung, exzeptionell in Szene gesetzt von Robert Wilson.
| Jahr | Kleines Festspielhaus                                        | Felsenreitschule                            | Großes Festspielhaus                                                         | Residenz                              | Weitere Spielstätten                                                  |
| ---- | ------------------------------------------------------------ | ------------------------------------------- | ---------------------------------------------------------------------------- | ------------------------------------- | --------------------------------------------------------------------- |
| 1992 | - La clemenza di Tito - Salome                               | - Saint François d’Assise                   | - Aus einem Totenhaus - Die Frau ohne Schatten - Le nozze di Figaro          |                                       | - La finta giardiniera (Landestheater)                                |
| 1993 | - Così fan tutte - Lucio Silla - Salome                      |                                             | - Falstaff - L’incoronazione di Poppea - Die Zauberflöte                     | - L’Orfeo                             |                                                                       |
| 1994 | - The Rake’s Progress - La clemenza di Tito                  |                                             | - Boris Godunow - Don Giovanni - Oedipus/Psalmensinfonie                     | - Ombra felice - L’histoire du soldat |                                                                       |
| 1995 | - Le nozze di Figaro - Lulu                                  |                                             | - Der Rosenkavalier - Herzog Blaubart/Erwartung - La traviata - Don Giovanni |                                       | - Der Schuhu und die fliegende Prinzessin (Hochschule Mozarteum)      |
| 1996 | - Oberon - Le nozze di Figaro                                |                                             | - Elektra - Moses und Aron - Fidelio - Don Giovanni                          |                                       | - Quatuor pour la fin du temps - Pierrot Lunaire (beide im Stadtkino) |
| 1997 | - Mitridate, re di Ponto - Lucio Silla - La clemenza di Tito | - Zauberflöte                               | - Le Grand Macabre - Pelléas et Mélisande - Wozzeck                          | - Die Entführung aus dem Serail       | - Die Entführung aus dem Serail (Stadtkino)                           |
| 1998 | - Katja Kabanowa - Le nozze di Figaro                        | - Saint François d’Assise                   | - Mahagonny - Don Carlo - Fidelio                                            | - Die Entführung aus dem Serail       |                                                                       |
| 1999 | - Les Boréades - Lulu                                        | - Cronaca del luogo - La damnation de Faust | - Doktor Faustus - Don Giovanni - Don Carlo                                  |                                       | - Die Zauberflöte (Zauberflötenhalle im Messegelände)                 |
| 2000 | - Idomeneo - Così fan tutte                                  | - L’amour de loin                           | - Tristan und Isolde - Les Troyens - Don Giovanni                            | - Iphigénie en Tauride                | - La belle Hélène (Perner-Insel)                                      |
| 2001 | - Le nozze di Figaro - Cosi fan tutte                        | - Die Fledermaus - Jenufa                   | - Ariadne auf Naxos - Falstaff - Lady Macbeth von Mzensk - Don Carlo         |                                       |                                                                       |

## Übergangsintendanzen
Die Herren Ruzicka, Flimm und Hinterhäuser gelten in der Retrospektive allesamt als Übergangsintendanten. Peter Ruzicka (2001 bis 2006) bleibt das Verdienst, drei der von den Nazis vertriebenen Komponisten – Korngold, Schreker, Zemlinsky – erstmals in Salzburgs Opernprogramm präsentiert zu haben. An seinem gigantomanischen Projekt, anlässlich des Mozartjahrs 2006 sämtliche 22 Opern Mozarts vorstellen zu wollen, regte sich schon im Voraus Kritik. Es bleibt die Erinnerung an zwei exzeptionelle Inszenierungen (Kušejs Don Giovanni und Guths Le nozze di Figaro, beide mit Nikolaus Harnoncourt am Pult), eine skandalträchtige (Herheims Entführung) und mehrere mittelmäßige Produktionen. In Ruzickas Intendanz fällt auch der bislang letzte Umbau des Kleinen Festspielhauses zum Haus für Mozart. Das Haus ist zwar jetzt funktionell besser denn je, die Gestaltung jedoch wurde als „zeitgenössische Variante der Anbiederung“ kritisiert. Die Neue Zürcher Zeitung schrieb gar vom „diskreten Charme einer ambitionierten Parkgarage“.
Jürgen Flimm (2007 bis 2010) blieb – trotz interessanter Ansätze mit selten gespielten Opern von Berlioz, Dvořák, Haydn, Händel und Rossini – glücklos. Ihm bleibt das Verdienst, Claus Guth auch die zwei weiteren da-Ponte-Opern Mozarts anvertraut und Al gran sole carico d’amore von Luigi Nono nach Salzburg gebracht zu haben. Flimm trat vorzeitig ab. Der erfolgreiche Konzertchef – und Einspringer als Intendant für den Sommer 2011 – Markus Hinterhäuser hatte wenig Glück mit seinen Regisseuren, konnte aber mehr als zufrieden sein mit seinem Konzertprogramm und mit Christian Thielemanns Dirigat der Frau ohne Schatten.
| Jahr | Kleines Festspielhaus                                       | Felsenreitschule                         | Großes Festspielhaus                                | Residenz                        |                                                                                              |
| ---- | ----------------------------------------------------------- | ---------------------------------------- | --------------------------------------------------- | ------------------------------- | -------------------------------------------------------------------------------------------- |
| 2002 | - König Kandaules - Die Liebe der Danae                     | - Zauberflöte                            | - Don Giovanni - Turandot                           |                                 |                                                                                              |
| 2003 | - Die Entführung aus dem Serail - L’Upupa UA                | - La clemenza di Tito                    | - Les Contes d'Hoffmann - Don Carlos - Don Giovanni |                                 |                                                                                              |
| 2004 | - Die tote Stadt - Entführung aus dem Serail                | - King Arthur                            | - Così fan tutte - Rosenkavalier                    |                                 |                                                                                              |
| 2005 |                                                             | - Die Gezeichneten                       | - La traviata - Zauberflöte - Cosi fan tutte        | - Mitridate                     |                                                                                              |
|      | Haus für Mozart                                             |                                          |                                                     |                                 | Weitere Spielstätten                                                                         |
| 2006 | - Idomeneo - Le nozze di Figaro - Entführung aus dem Serail | - Lucio Silla - La clemenza di Tito      | - Zauberflöte - Così fan tutte - Don Giovanni       | - La finta semplice - Mitridate | - La finta giardiniera (Landestheater) - sowie alle Frühwerke Mozarts an verschiedenen Orten |
|      |                                                             |                                          |                                                     |                                 |                                                                                              |
| 2007 | - Benvenuto Cellini - Le nozze di Figaro                    | - Requiem für eine Metamorphose - Armida | - Eugen Onegin - Der Freischütz                     |                                 |                                                                                              |
| 2008 | - Don Giovanni - Rusalka                                    | - Roméo et Juliette                      | - Herzog Blaubart - Otello - Zauberflöte            |                                 |                                                                                              |
| 2009 | - Così fan tutte - Le nozze di Figaro                       | - Al gran sole carico d’amore - Armida   | - Moïse et Pharaon - Theodora                       |                                 |                                                                                              |
| 2010 | - Dionysos UA - Don Giovanni                                | - Lulu - Roméo et Juliette               | - Elektra - Orfeo ed Euridice                       |                                 |                                                                                              |
|      |                                                             |                                          |                                                     |                                 |                                                                                              |
| 2011 | - Così fan tutte - Don Giovanni - Le nozze di Figaro        | - Macbeth                                | - Frau ohne Schatten - Věc Makropulos               |                                 |                                                                                              |

## Die Ära Alexander Pereira

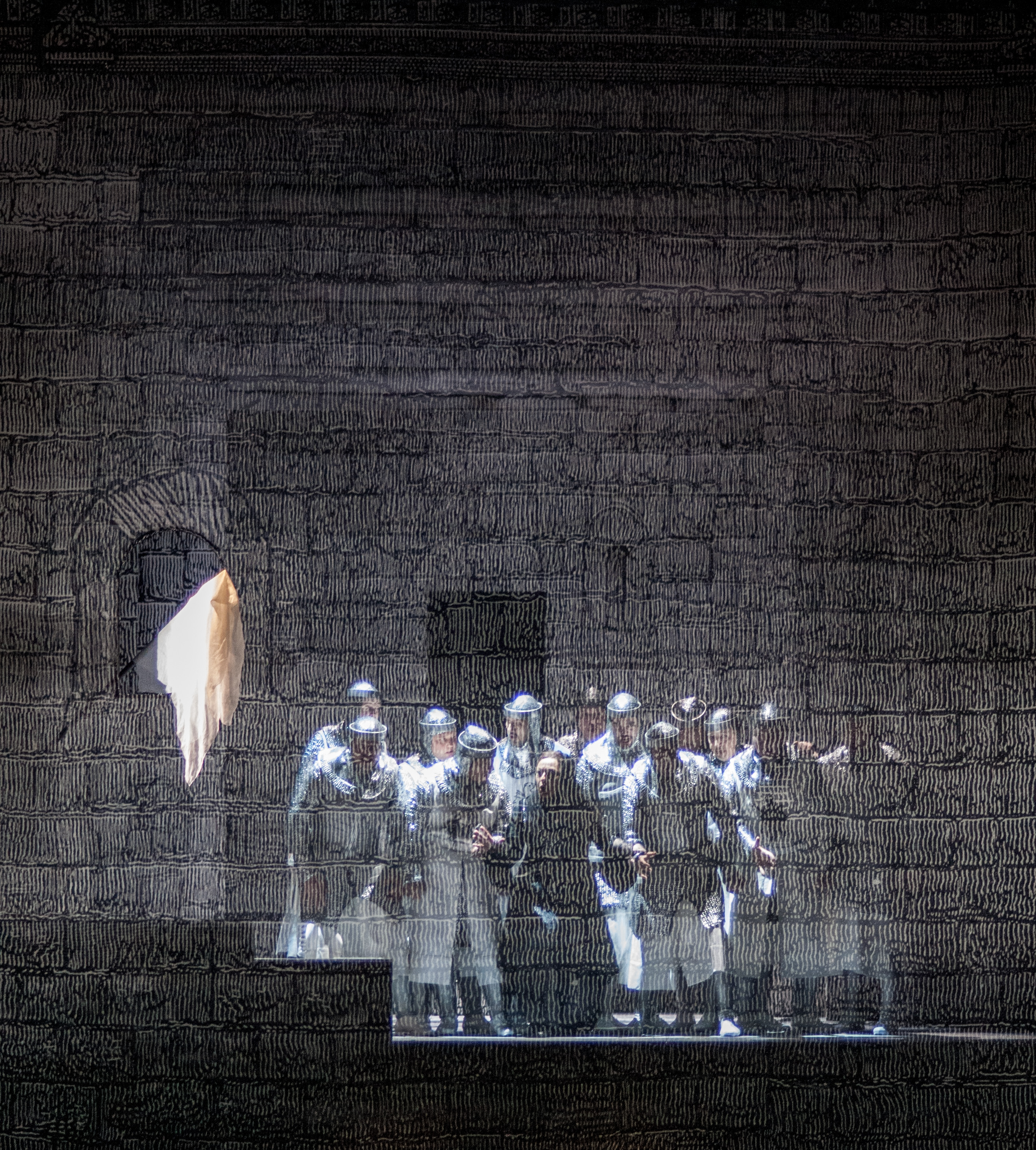
Fierrabras, 2014

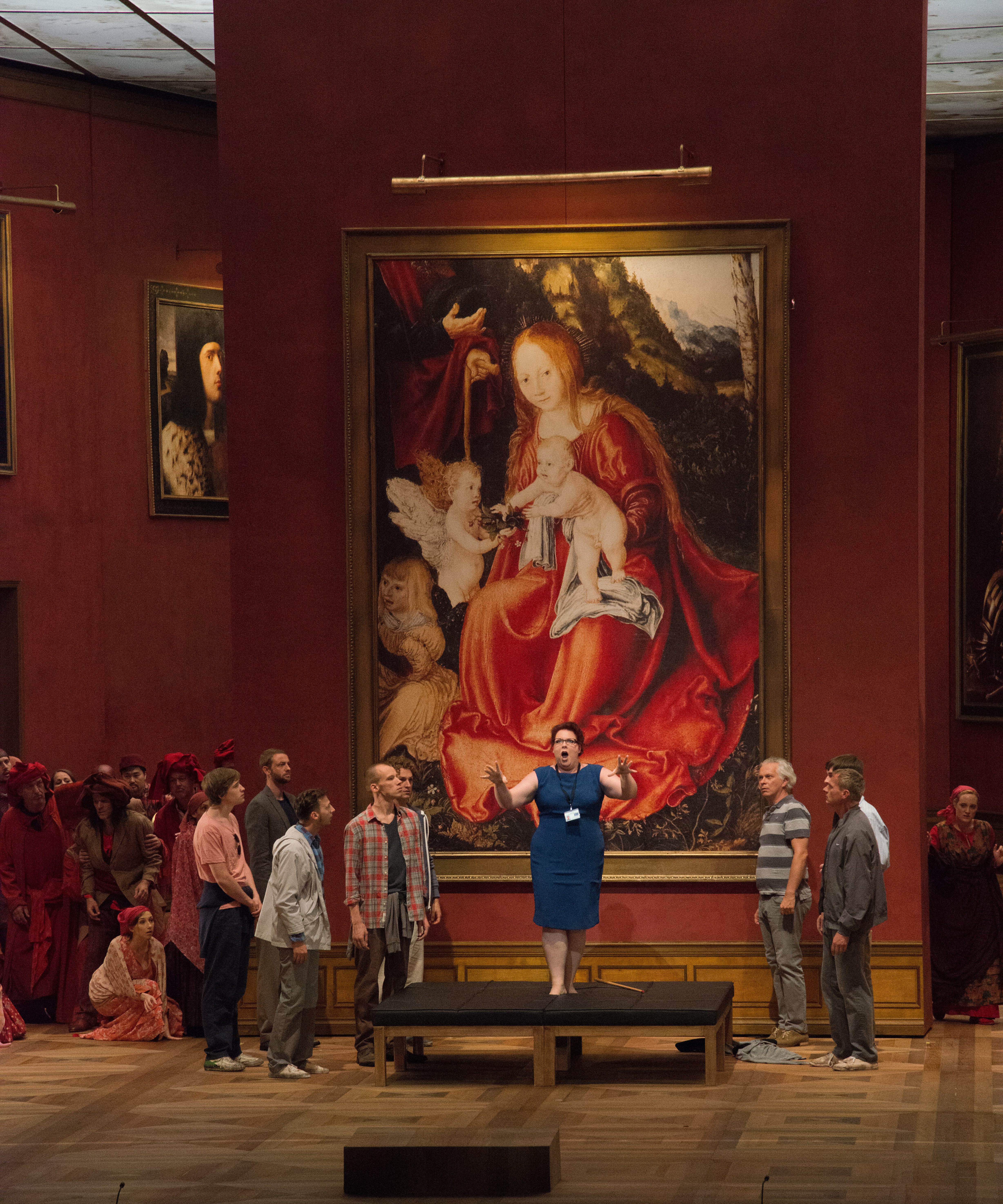
Il trovatore, 2014

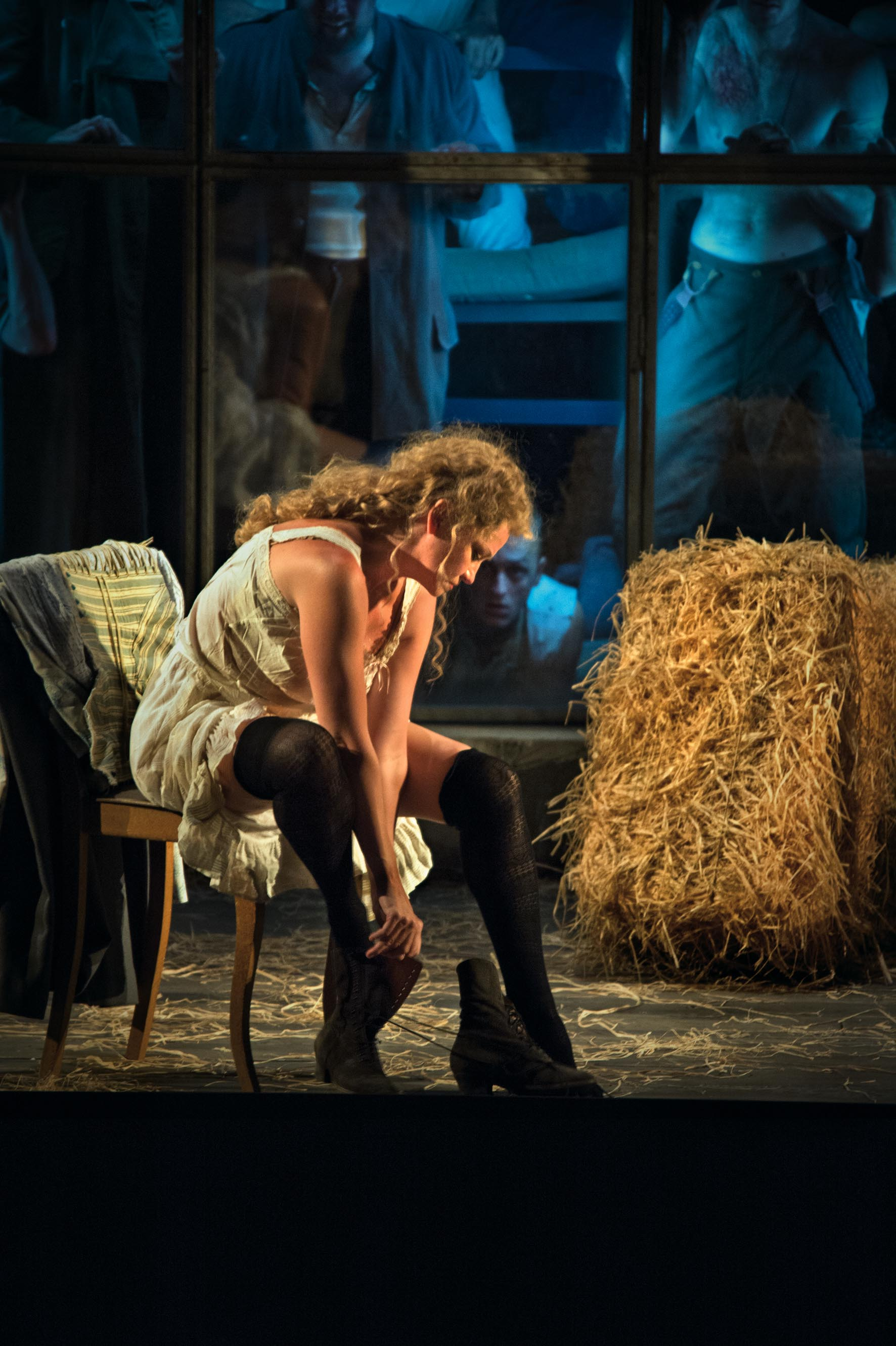
Die Soldaten, 2012

Mit großem Impetus übernahm Alexander Pereira 2012 die Intendanz. Er wollte die Einmaligkeit der Festspiele erhöhen, indem er alle Produktionen nur einen Sommer lang zeigt. Er hatte keine Scheu vor Populismus, setzte in seiner ersten Spielzeit zugleich Carmen (mit Kožená), La Bohème (mit Netrebko) und Die Zauberflöte (dirigiert von Nikolaus Harnoncourt) auf den Spielplan. Den größten Erfolg seines ersten Festspielsommers feierte Pereira jedoch mit Bernd Alois Zimmermanns Oper Die Soldaten aus 1965, inszeniert (und ausgestattet) von Alvis Hermanis, dirigiert von Ingo Metzmacher, gespielt von den Wiener Philharmonikern. Hermanis hat seine Regie der verfolgten Frauenband Pussy Riot gewidmet.
Als „Sternstunde“, „Triumph“ und „Wunder“ feierte die Presse sechs von sieben Opernproduktionen im Sommer 2013: Bereits bei der Mozartwoche begeisterte Lucio Silla mit Villazón, bei den Pfingstfestspielen Norma mit der Bartoli. Beide Produktionen wurden von Pereira mitentwickelt und in das Programm der Sommerfestspiele übernommen. Nach dem schwierigen, aber trotzdem erfolgreichen Auftakt mit Gawein folgten Falstaff, Die Meistersinger von Nürnberg und eine umjubelte Peter-Stein-Inszenierung des fünfaktigen Don Carlo mit Antonio Pappano am Pult. Lediglich Così fan tutte in der Regie von Bechtolf mit Eschenbach am Pult entsprach nicht den hochgesteckten Erwartungen der meisten Kritiker.
Ebenso und noch mehr begeistert waren Publikum und Presse von Pereiras dritten (und letzten) Festspielen. Nachdem schon zu Pfingsten Cecilia Bartoli als La Cenerentola für Furore und Standing Ovations gesorgt hatte (und diese Inszenierung dann auch im Sommer gezeigt wurde), entzückten und berückten sowohl die Rosenkavalier- als auch die Trovatore-Neuproduktion (erstere mit Erdmann, Groissböck, Koch und Stojanowa, letztere mit Domingo, Meli und Netrebko) das zahlende Publikum und die schreibende Zunft. Auch die Uraufführung von Marc-André Dalbavies bitterernstem Auftragswerk Charlotte Salomon, dirigiert vom Komponisten, fand breite Zustimmung. Lediglich der Don Giovanni, inszeniert von Sven-Eric Bechthold und dirigiert von Christoph Eschenbach, wurde mit gemischten Gefühlen aufgenommen.
Pereira hat auch das Verdienst – durch Kompositionsaufträge an György Kurtág (für 2013), Marc-André Dalbavie (2014), Thomas Adès (2015) und Jörg Widmann (2016) – neue Impulse aus Salzburg für die internationale Opernentwicklung gesetzt zu haben. Da György Kurtág seine Oper – Fin de partie nach dem Stück Endspiel von Samuel Beckett – nicht rechtzeitig fertigstellen konnte, gelangte 2013 Harrison Birtwistles Oper Gawain aus dem Jahr 1991 zur Aufführung. Zum Gedenken an die von den Nationalsozialisten ermordete Künstlerin Charlotte Salomon komponierte Dalbavie die gleichnamige Oper, deren Libretto auf den Gouachen Leben? oder Theater? basiert und die als Auftragswerk der Festspiele am 28. Juli 2014 unter Leitung des Komponisten und in einer Inszenierung von Luc Bondy uraufgeführt wurde.
Nach dem vorzeitigen Ende der Intendanz Pereiras, er ging an die Scala, übernahm der bisherige Schauspieldirektor Sven-Eric Bechtolf die Künstlerische Gesamtleitung für 2015 und 2016. Er stellte sein Opernprogramm bewusst in die Tradition Pereiras, musste jedoch aus Kostengründen Abstriche machen und vom Konzept, jede Festspielproduktion nur in einem Sommer zu zeigen, Abschied nehmen. Neben der Wiederaufnahme dreier erfolgreicher Pereira-Produktionen und der Übernahme von Iphigénie en Tauride von den Salzburger Pfingstfestspielen setzte er 2015 drei Neuproduktionen an: einen neuen Fidelio im Großen Festspielhaus, inszeniert von Claus Guth, dirigiert von Franz Welser-Möst, eine eigene Neuinszenierung von Le nozze di Figaro mit Dan Ettinger am Pult im Haus für Mozart, sowie die Salzburger Erstaufführung von Rihms Die Eroberung von Mexico in der Felsenreitschule, inszeniert von Peter Konwitschny, dirigiert von Ingo Metzmacher.
| Jahr | Haus für Mozart                                                  | Felsenreitschule                                  | Großes Festspielhaus                         | Weitere Spielstätten                                      |
| ---- | ---------------------------------------------------------------- | ------------------------------------------------- | -------------------------------------------- | --------------------------------------------------------- |
| 2012 | - Ariadne auf Naxos - Giulio Cesare in Egitto                    | - Die Zauberflöte - Die Soldaten                  | - La Bohème - Carmen                         | - Der Zauberflöte zweyter Theil. Das Labyrinth (Residenz) |
| 2013 | - Così fan tutte - Falstaff - Lucio Silla - Norma                | - Gawain                                          | - Don Carlo - Meistersinger von Nürnberg     | - Die Entführung aus dem Serail (Hangar-7)                |
| 2014 | - Fierrabras - Don Giovanni - La Cenerentola                     | - Charlotte Salomon UA                            | - Der Rosenkavalier - Il trovatore           |                                                           |
|      |                                                                  |                                                   |                                              |                                                           |
| 2015 | - Le nozze di Figaro - Iphigénie en Tauride - Norma              | - Die Eroberung von Mexico - Die Dreigroschenoper | - Fidelio - Il trovatore - Der Rosenkavalier |                                                           |
| 2016 | - The Exterminating Angel UA - Le nozze di Figaro - Don Giovanni | - West Side Story - Così fan tutte                | - Die Liebe der Danae - Faust                |                                                           |

## Intendanz Markus Hinterhäuser
2017 begann die zunächst für fünf Jahre konzipierte, mittlerweile bis 2026 verlängerte Intendanz von Markus Hinterhäuser, dem langjährigen Konzertchef der Festspiele und interimistischen Intendanten von 2011. Folgende Werke setzte der neue Intendant auf den Spielplan des Jahres 2017:
- Verdis Aida im Großen Festspielhaus, dirigiert vom italienischen Dirigenten Riccardo Muti und inszeniert von der iranischen Regisseurin Shirin Neshat, mit Anna Netrebko in der Titelpartie (Rollendebüt).
- Reimanns Lear mit Franz Welser-Möst am Pult, Gerald Finley in der Titelrolle[26] und Evelyn Herlitzius als Goneril, Gun-Brit Barkmin als Regan.[27]
- Mozarts La clemenza di Tito, dirigiert von Teodor Currentzis.[28]
- Bergs Wozzeck, inszeniert von William Kentridge, mit Matthias Goerne in der Titelpartie.
- Schostakowitschs Lady Macbeth von Mzensk, dirigiert von Mariss Jansons, inszeniert von Andreas Kriegenburg, mit Nina Stemme in der Titelpartie[29]

Mutis Rückkehr als Operndirigent nach Salzburg galt als erster Erfolg Hinterhäusers. Der Maestro erklärte in einem Interview mit dem italienischen Magazin Sette: „Neshats Fähigkeit, die Komplexität des weiblichen muslimischen Universums zu beleuchten, hat mich überzeugt.“ Für Muti stellte diese Arbeit auch eine Hommage an den Regisseur Giorgio Strehler dar. Eine gemeinsam geplante Inszenierung konnte wegen dessen Todes nicht realisiert werden. „20 Jahre nach Strehlers Tod konkretisiert sich das Projekt, an dem wir damals arbeiteten. Die Zeiten sind dafür reif.“, erklärte Muti gegenüber Sette. Helga Rabl-Stadler, Präsidentin der Festspiele, gab außerdem bekannt, dass 2017 keine Wiederaufnahmen angesetzt seien, um Hinterhäuser eine Neupositionierung der Festspiele zu ermöglichen.
| Jahr | Haus für Mozart                                    | Felsenreitschule                                                    | Großes Festspielhaus             | Weitere Spielstätten                              |
| ---- | -------------------------------------------------- | ------------------------------------------------------------------- | -------------------------------- | ------------------------------------------------- |
| 2017 | - Wozzeck - Ariodante                              | - La clemenza di Tito - Lear                                        | - Lady Macbeth von Mzensk - Aida | - Der Schauspieldirektor (Große Universitätsaula) |
| 2018 | - L’italiana in Algeri - L’incoronazione di Poppea | - Salome - Die Bassariden                                           | - Die Zauberflöte - Pique Dame   |                                                   |
| 2019 | - Alcina - Orphée aux enfers                       | - Idomeneo - Oedipe - Salome                                        | - Médée - Simon Boccanegra       |                                                   |
| 2020 |                                                    | - Elektra                                                           | - Così fan tutte                 |                                                   |
| 2021 |                                                    | - Intolleranza 1960                                                 | - Don Giovanni                   |                                                   |
| 2022 |                                                    | - Herzog Blaubarts Burg / De temporum fine comoedia - Káťa Kabanová | - Il trittico                    |                                                   |

## Erläuterung der Tabellen
Neuinszenierungen sind in Normalschrift abgebildet und verlinkt mit dem Werk bzw. dem Komponisten. Wiederaufnahmen derselben Inszenierung sind in kleiner Schrift abgedruckt und nicht verlinkt. UA steht für Uraufführung.
Die Namen einiger Spielstätten der Salzburger Festspiele haben sich im Lauf der Zeit geändert:
- Das Stadttheater heißt seit 1940 Landestheater.
- Das Festspielhaus wurde ab 1960 Altes Festspielhaus und ab 1963 Kleines Festspielhaus genannt, seit dem letzten Umbau 2006 heißt es Haus für Mozart.
- Das Neue Festspielhaus, fertiggestellt 1960, wird seit 1963 Großes Festspielhaus genannt.
- Die Kollegienkirche ist auch als Universitätskirche bekannt.

Die Daten dieser Listen wurden entnommen dem Verzeichnis der Werke und der Künstler des Theaters und der Musik bei den Salzburger Festspielen 1920-1981, zusammengestellt von Hans Jaklitsch, In: Josef Kaut: Die Salzburger Festspiele 1920-1981. Residenz Verlag, Salzburg 1982, S. 241–469, sowie der Homepage der Salzburger Festspiele, Sektion Archiv.